# Tribunal Permanente de Revisión del Mercosur
El Tribunal Permanente de Revisión –TPR- es el Órgano Jurisdiccional del MERCOSUR creado en cumplimiento de lo consagrado en el Protocolo de Olivos para la Solución de Controversias, suscripto en 2002 por los Estados-miembros de la organización, y puesto en funcionamiento en 2004. Este protocolo modificó el mecanismo vigente del sistema de solución de controversias del MERCOSUR establecido en el Protocolo de Brasilia de 1991.
EL TPR es de carácter permanente y -más allá de dirimir conflictos entre los Estados- tiene la función de garantizar la correcta interpretación, aplicación y cumplimiento del derecho internacional.

## Historia
Evolución del Sistema de Solución de Controversias
Con la firma del Tratado de Asunción el 26 de marzo de 1991 se estableció en su Anexo III un sistema provisorio para resolver controversias, caracterizado por negociaciones intergubernamentales directas.
Instado el procedimiento, de no lograrse una solución, se previó que los Estados Partes se someterían a consideración del Grupo Mercado Común (GMC), que en un lapso de 60 días formularía recomendaciones para resolver la discrepancia. Para ello el GMC podía contar con el asesoramiento técnico de expertos o grupos de peritos.
En caso de no lograrse una solución en esa instancia, se elevaría la controversia al Consejo de Mercado Común (CMC) para que adoptara las recomendaciones pertinentes.
Ante el carácter provisorio del sistema, los Estados Partes se comprometieron a adoptar un sistema definitivo antes del 31 de diciembre de 1994 (Anexo III).
El 17 de diciembre de 1991 se suscribió el Protocolo de Brasilia (PB), iniciativa también provisoria —aunque prolongada hasta el año 2004— que sirvió para la sustanciación de nueve diferendos entre los Estados Partes sobre cuestiones de diversa índole.
Constituyó el inicio formal de un esquema procedimental dominado por Tribunales Arbitrales Ad Hoc (TAH.
Con la firma del Protocolo de Olivos (PO) —18 de febrero de 2002— se cambió la estructura para la solución de controversias y se perfeccionó el sistema vigente.
Se creó una instancia permanente, de actuación y reunión ante la convocatoria concreta, el Tribunal Permanente de Revisión (TPR), para garantizar la correcta interpretación, aplicación y cumplimiento de los instrumentos fundamentales del proceso de Integración, que puede entender en primera y única instancia o bien como tribunal de alzada a pedido de un Estado Parte involucrado en una controversia respecto de la aplicación del derecho en un pronunciamiento anterior de un TAH (arts. 19 23 y 17 PO).
Finalmente, se sumó también a ese cambio la posibilidad de concurrir al TPR para solicitar Opiniones Consultivas (art. 3 PO) y para supuestos en los que los Estados Partes activen el procedimiento establecido para las Medidas Excepcionales de Urgencia (CMC/DEC Nº23/04).

## La primera sede del Tribunal Permanente de Revisión

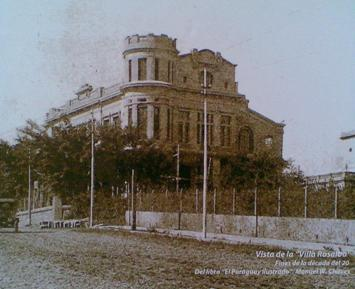
Foto antigua de la Villa Rosalba, primera sede del TPR

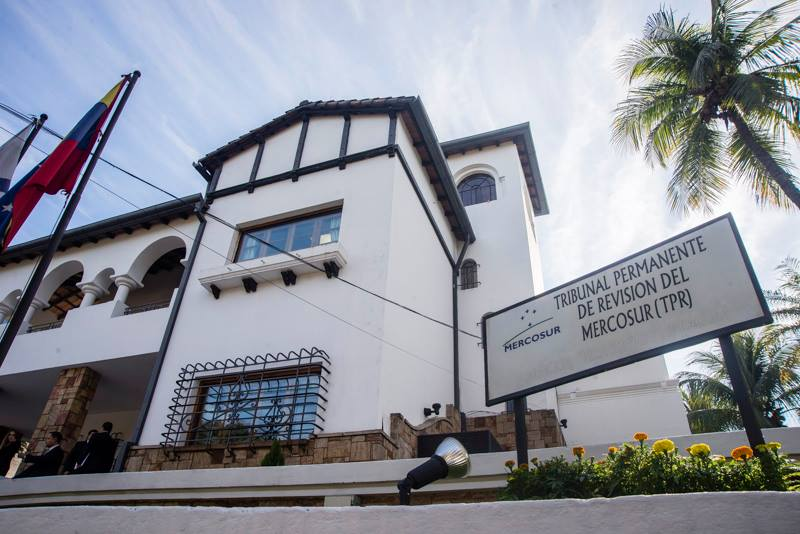
Fachada de la nueva Sede del Tribunal Permanente de Revisión, Villa Aucinera

El edificio conocido como "Villa Rosalba" fue la primera sede del TPR, desde año 2004 hasta diciembre de 2015. El edificio fue la inspiración para la creación del logo institucional, un palacete de sobrio diseño arquitectónico situado en la avenida Mariscal López, entre General Santos y Vicepresidente Sánchez. 
En la actualidad la sede es la Villa Aucinera, ubicada en Avenida Mcal. López 1141 casi Mariano Melgarejo, en la ciudad de Asunción, República del Paraguay.

## Competencia
El ámbito de aplicación del Sistema de Solución de Controversias se fracciona en dos: conflictos entre Estados Partes y reclamos efectuados por particulares. En el primer supuesto, la competencia del TAH o del TPR recae sobre asuntos que versen sobre la interpretación, aplicación o incumplimiento del Tratado de Asunción (TA), el Protocolo de Ouro Preto (POP), los Acuerdos que se celebran en su marco, así como de las Decisiones del Consejo Mercado Común (CMC), las Resoluciones del Grupo Mercado Común (GMC) y las Directivas de la Comisión de Comercio del MERCOSUR (CCM) (art. 1 PO).
Los reclamos de particulares pueden ser con motivo de la sanción o aplicación, por cualquiera de los Estados Partes, de medidas legales o administrativas de efecto restrictivo, discriminatorias o de competencia desleal, en violación del TA, de los acuerdos celebrados en el marco del mismo, de las decisiones del CMC o de las resoluciones del GMC (art. 39 PO).
Sujetos Activos en el Sistema de Solución de Controversias
Quienes pueden intervenir en un procedimiento de solución de controversias son únicamente los Estados Partes (arts. 1 PO y 43 POP).
Los particulares —personas físicas o jurídicas— pueden intervenir o iniciar una reclamación conforme al Sistema de Solución de Controversias instituido por el PO, únicamente cuando sus intereses se vean afectados como consecuencia de decisiones adoptadas por los Estados Partes, contrarias a normativa emanada de los órganos MERCOSUR (art. 39 PO) y por medio de la respectiva sección nacional GMC.
Procedimiento general del Sistema de Solución de Controversias
El procedimiento previsto por el Protocolo de Olivos (PO) es público.
El sistema se divide en dos fases. Una precontenciosa, conformada por las negociaciones directas y la mediación del Grupo Mercado Común (GMC), y otra jurisdiccional, representada por el proceso arbitral o intervención directa del Tribunal Permanente de Revisión (TPR).
En la fase precontenciosa, los conflictos procuran resolverse mediante negociaciones directas (arts. 4 y 5 PO). Vencidos los plazos para ello sin que la controversia obtenga solución, cualquiera de los Estados Partes podrá iniciar directamente el procedimiento arbitral previsto, o de común acuerdo entre ambos, someter la controversia a consideración del GMC (art.6 P.O).
Instada la apertura de esta nueva etapa, el GMC evaluará la situación denunciada, dará oportunidad a las partes para que expongan sus posiciones, y requerirá el asesoramiento de expertos cuando lo estime necesario. Al término de esta fase el GMC formulará las recomendaciones que estime oportunas a los Estados Partes en la controversia tendientes a la resolución del conflicto (arts. 6, 7 y 8 PO). Concluida esa etapa sin que la controversia haya encontrado solución, comienza la fase jurisdiccional.
Cualquiera de los Estados Partes podrá comunicar a la Secretaría del MERCOSUR (SM) su intención de recurrir al procedimiento arbitral con intervención de un Tribunal Arbitral Ad Hoc (TAH) —o podrán también acordar expresamente someterse directamente y en única instancia al TPR (arts. 9 y 23 PO)—. La jurisdicción de ambos Tribunales es obligatoria ipso facto y sin necesidad de acuerdo especial (art. 26 PO).
Comunicada la voluntad de recurrir a la instancia arbitral y conformado el TAH (o el TPR), los Estados Partes en la controversia informarán a éste acerca de las instancias cumplidas con anterioridad y harán una breve exposición de los fundamentos de hecho o de derecho de sus respectivas posiciones. El Tribunal deberá expedirse mediante un laudo obligatorio —e irrecurrible en caso de que emane del TPR— para los Estados Partes involucrados (art.14, 17, 26 P.O).
TPR como Tribunal de Alzada
En el caso de que una controversia se haya planteado inicialmente ante un TAH, existe la posibilidad de interponer recurso de revisión contra su Laudo. De esa forma se da intervención al TPR como tribunal de alzada el cual podrá confirmar, modificar, o revocar los fundamentos jurídicos y las decisiones del TAH. Su pronunciamiento será —en última instancia— inapelable prevaleciendo sobre el Laudo del TAH (arts. 17, 22 y 26, inciso 2º PO).
Reclamos efectuados por Particulares
Para el supuesto de reclamos efectuados por particulares, el PO prevé que su reclamo debe hacerse ante la Sección Nacional del GMC, debiendo aportar elementos que le permitan determinar la verosimilitud de la violación y la existencia o amenaza del perjuicio (art. 40 PO).
Presentado el reclamo, la Sección Nacional GMC que lo haya admitido deberá entablar contactos directos con la Sección Nacional del Estado Parte reclamado a fin de buscar una solución inmediata. Si la cuestión es resuelta, se elevan las actuaciones al GMC dándose por finalizada esta etapa (art. 41 PO). Evaluados los hechos y el derecho del caso —de corresponder dar curso al reclamo—, el GMC convocará a un grupo de expertos para que luego de escuchar al particular y al Estado dictamine si procede o no el reclamo (arts. 42 a 44 PO).
Luego de ello comienza la etapa jurisdiccional, dándose intervención al TAH o —en su caso— en instancia única al TPR.

## Integración
El Tribunal Permanente de Revisión del Mercosur tiene cinco miembros o árbitros elegidos del siguiente modo:
- Cuatro de ellos son designados directamente por los estados miembros (con un suplente). Duran dos años y pueden ser reelectos.
- El quinto árbitro es designado de común acuerdo, y es el presidente del Tribunal. Dura tres años, y en principio no puede ser reelecto salvo que exista unanimidad de los estados miembros.

Árbitros titulares:
- Guillermo Michelson Irusta (Argentina)
- Nadia de Araujo (Brasil)
- Javier Parquet Villagra (Paraguay)
- José María Gamio (Uruguay)

El quinto árbitro, es Jorge Luiz Fontoura Nogueira (Brasil) y Presidente en ejercicio durante el año 2017.
Árbitros Suplentes:
- Adriana Dreyzin de Klor (Argentina)
- Marcílio Toscano Franca Filho (Brasil)
- Gilda Susana Arréllaga Velilla (Paraguay)
- Washington Baliero (Uruguay)

## Opiniones Consultivas
Son pronunciamientos fundados —no vinculantes ni obligatorios— del TPR en torno a preguntas de carácter jurídico respecto de la interpretación y aplicación de las normas MERCOSUR en un caso concreto, con el objeto de resguardar su aplicación uniforme en el territorio de los Estados Partes (arts. 3 y 11 CMC/DEC Nº37/03, Reglamento del Protocolo de Olivos para la Solución de Controversias —RPO—).
Pueden requerir estos pronunciamientos los Estados Partes, los órganos decisorios del MERCOSUR (CMC, GMC y CCM), los Superiores Tribunales de Justicia de los Estados Partes y el Parlamento del MERCOSUR (arts. 2, 3 y 4 RPO, CMC/DEC Nº2/07 y art. 13 del Protocolo Constitutivo del Parlamento del MERCOSUR).
En estos supuestos el TPR se integra con todos sus miembros, quienes de común acuerdo designan al Árbitro que actuará como relator (art. 6 RPO).
Recibida la solicitud de opinión consultiva el TPR, ya constituido y designado el relator, deberá evaluar su admisibilidad (art. 12 RPO).
Aceptada la solicitud, el TPR cuenta con un plazo de 65 días para emitir una respuesta (art. 7 CMC/DEC Nº15/2010). Este pronunciamiento debe fundarse en la normativa MERCOSUR y puede adoptarse por mayoría, caso en el que a diferencia de los demás pronunciamientos que puede emitir, deberá dejar debida constancia de los votos en disidencia si los hubiere (arts. 7 y 9 RPO).
Emitida la opinión consultiva el procedimiento se dará por concluido, aunque la reglamentación reconoce dos supuestos más que exceden el marco competencial del Tribunal, tales como la no emisión de opinión consultiva por causa fundada o el inicio de una controversia sobre la misma cuestión (art. 10 RPO).
Existe un régimen genérico para solicitar opiniones consultivas (art. 5 RPO) del cual se desprende luego otro procedimiento más concreto o específico del que se encuentra regulado en el Reglamento del Protocolo de Olivos.
Un procedimiento específico es el supuesto de Opiniones Consultivas solicitadas por los Superiores Tribunales de Justicia, cuya primera condición de viabilidad es que la solicitud derive de un proceso judicial o jurisdiccional en trámite y que el Superior Tribunal de Justicia del Estado Parte de que se trate la estime admisible (art. 4 —Reglamento del Procedimiento para la solicitud de Opiniones Consultivas al TPR por los Tribunales de Justicia de los Estados Partes del MERCOSUR—). En estos supuestos se reserva la facultad de cada Superior Tribunal de Justicia de reglamentar los procedimientos internos para la solicitud de Opiniones Consultivas al TPR.
En estos casos, las Coordinaciones Nacionales del GMC podrán enviar al TPR, por intermedio de la ST, únicamente con fines informativos, sus eventuales consideraciones sobre el tema objeto de la solicitud de Opinión Consultiva, en un plazo de 15 días contados a partir de la notificación de la admisión de la solicitud de opinión consultiva. (art. 9 del Reglamento modificado por la CMC/DEC Nº15/2010).
La metodología escogida por la norma MERCOSUR para el trámite de las solicitudes de opiniones consultivas, así como las comunicaciones y demás actuaciones del TPR, se caracteriza por su modernidad. Esta modernidad se ve representada por el reconocimiento y autorización expresa de la utilización de medios de comunicación a distancia tales como el fax o el correo electrónico, sin que sea obligatorio que el Tribunal se reúna para expedirse —facultad reservada a los árbitros— (art. 7, párrafo 2 RPO).

## Estructura
La estructura organizativa del Tribunal Permanente de Revisión (TPR) comprende a los Árbitros —art. 18 Protocolo de Olivos (PO)— y a la Secretaría del Tribunal (ST) —art. 35 CMC/DEC Nº37/03, GMC/RES Nº66/05 y GMC/RES Nº39/10—.
El Tribunal está integrado por cinco Árbitros titulares, uno por cada Estado Parte —con un suplente—, y un Quinto árbitro designado por unanimidad por los Estados Partes.
La Secretaría del Tribunal (ST) está compuesta por un Secretario nacional de cualquiera de los Estados Partes, designado por el Consejo de Mercado Común por concurso de méritos, y cuatro áreas bajo su supervisión indispensables para el funcionamiento del TPR.
Secretaría

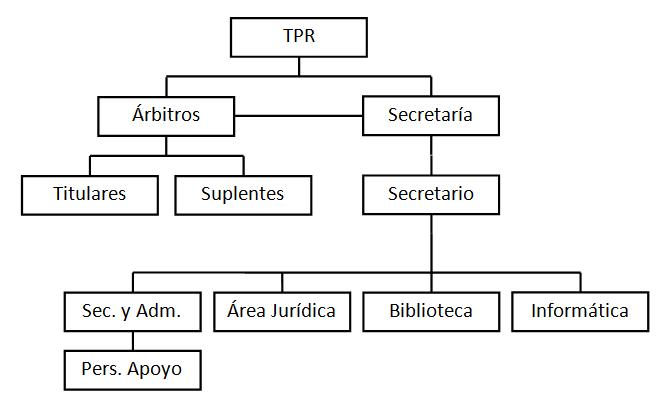
Estructura del Tribunal Permanente de Revisión

La Secretaría del TPR (ST) está a cargo de un Secretario nacional de cualquiera de los Estados Partes. Requiere poseer título de abogado o Doctor en Derecho con especialización o práctica en Derecho Internacional o Derecho de la Integración, además de poseer conocimiento operativo de los idiomas del MERCOSUR y experiencia de 10 años en materias afines a su desempeño. El Secretario es designado por un período de dos (2) años, prorrogable por un período de dos (2) años (art. 4 GMC/RES Nº66/05).
El Secretario actual del TPR es el Dr. Juan Manuel Rivero Godoy, de nacionalidad uruguaya, designado mediante la decisión del CMC disponible en: http://www.tprmercosur.org/es/docum/adm/DEC_26_19_es_Desig_Secretario_TPR.pdf. 
Son funciones del Secretario de la ST ( GMC/RES 15/15):
Asistir a los árbitros del TPR, y cuando corresponda a los expertos, en el cumplimiento de sus funciones.
Coordinar los trabajos de las áreas que integran la ST.
Coordinar la relación de la ST con el TPR y los demás órganos de la estructura MERCOSUR.
Organizar la participación del personal de la ST en cursos, seminarios y demás eventos sobre temas relevante para su actuación, respetando las limitaciones presupuestarias, la prohibición absoluta de emitir opiniones en nombre del MERCOSUR y garantizando el efectivo cumplimiento de las actividades que tuvieran a su cargo.
Organizar el apoyo logístico a todas las reuniones del TPR.
Elaborar el proyecto de presupuesto de la ST, a ser aprobado por el Grupo Mercado Común (GMC).
Practicar todos los actos necesarios para la correcta ejecución del presupuesto de la ST y controlar la realización de los registros contables correspondientes.
Preparar la rendición de Cuentas Anual de la ST, a ser aprobada por el GMC.
Ejecutar los actos de compra y enajenación de bienes y contratación de servicios para la ST.
Efectuar los pagos a los acreedores, registrar y controlar la liquidación de créditos y débitos, emitir documentos de pago y recibos, hacer transferencias y responsabilizarse por la custodia de los fondos y valores de la ST.
Mantener actualizado, correctamente evaluado e identificado el inventario de bienes de la Secretaría, siendo responsable de su manejo y custodia.
Mantener un sistema de registro y control de proveedores.
Preparar la documentación que sea necesaria para proceder a la contratación de personal.
Controlar el desempeño y la disciplina del personal de la ST.
Plantear e implementar planes de capacitación para el personal de la ST.
Garantizar el pleno y efectivo cumplimiento de la normativa vigente en materia de personal y su régimen disciplinario.
Realizar la coordinación con la Secretaría del MERCOSUR (SM).
El Secretario es el responsable del adecuado cumplimiento de las funciones atribuidas por la CMC/DEC Nº37/03 y de la gestión administrativa, financiera y patrimonial de la ST. Las cuestiones no comprendidas en la normativa específica de  la ST, se regirán por las normas de la SM.
La estructura organizativa de la ST se compone de 4 áreas. La GMC/RES Nº15/15 describe las tareas pertinentes a cada una de ellas.

## Revista de la Secretaría del Tribunal Permanente de Revisión
Desde el año 2013, el TPR cuenta con la RSTPR - Revista de la Secretaría del Tribunal Permanente de Revisión. Publicación semestral creada para la difusión de artículos académicos que traten temas generales del derecho como regionalismo, integración, organizaciones internacionales y en especial el derecho del MERCOSUR. En el año 2016, salió a la luz el 8vo. número de la misma.
Los idiomas de la revista son los idiomas oficiales del MERCOSUR: español y portugués.Los artículos son inéditos, de rigor científico y se someten al análisis de un consejo técnico, bajo la modalidad blind review, es decir, de forma anónima. Los miembros del consejo técnico son profesores, estudiosos e investigadores de derecho con notable trayectoria académica.
Aunque el proyecto tenga como finalidad central la difusión del derecho del MERCOSUR, la publicación no se restringe al derecho de la organización regional. Pueden integrar el proyecto producciones académicas que traten el marco jurídico mercosureño, como el derecho internacional general, el derecho internacional económico y el derecho de la integración.

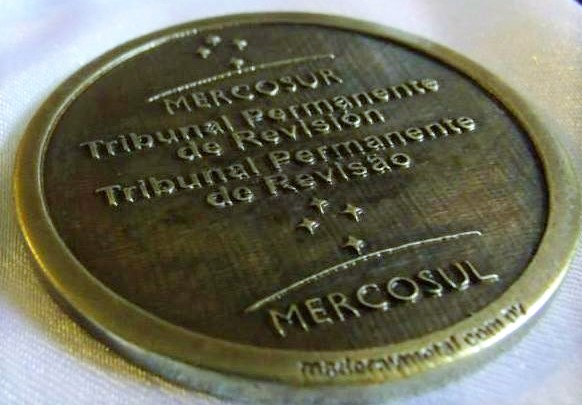
Imagen de la Medalla Rosalba

## Medalla Rosalba
El Tribunal Permanente de Revisión distingue a personalidades, en reconocimiento a su labor y a su aporte al Derecho Internacional.
Es así que otorga la MEDALLA ROSALBA —nombre en honor a la primera sede del TPR, la Villa Rosalba— para distinguir a personas cuyo trabajo ha contribuido al Derecho y a la Integración Regional.